# Silly Symphonies

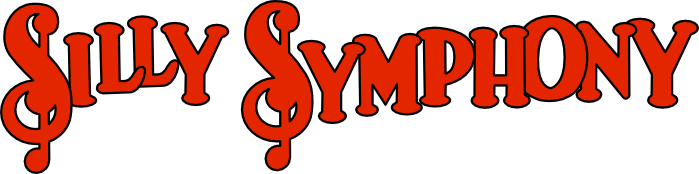

Die Silly Symphonies sind eine Reihe von Zeichentrickfilmen, die von 1929 bis 1939 im Studio von Walt Disney produziert wurden.
Nach dem Erfolg der Micky-Maus-Filme riefen Walt Disney und der Komponist Carl Stalling 1929 diese Reihe ins Leben. Der Name deutet bereits Carl Stallings Vorhaben an, der Musik in den Cartoons eine größere Bedeutung zuzuweisen. Ein häufiges Thema der frühen Filme sind Tänze oder Gesänge, z. B. bereits die erste Silly Symphony: The Skeleton Dance (1929). Vorbilder waren Pantomime und Vaudeville in den Theatern jener Zeit. Die genau mit den sichtbaren Aktionen synchronisierte Musik übernahm oft auch die Aufgabe der Geräusche. Diese Technik der Vertonung wurde unter dem Begriff Mickey-Mousing berühmt. 
Die Silly Symphonies hatten keine festen Hauptpersonen und dienten Walt Disney als Experimentierfeld. In dieser Reihe produzierte Disney seine ersten Trickfilme in Farbe (Flowers and Trees, 1932) und setzte erstmals die Multiplan-Kamera ein (The Old Mill, 1937), mit der ein realistischerer Eindruck von Bildtiefe vermittelt werden konnte. Mehrfach konnte Disney mit dieser Reihe einen Oscar gewinnen. In der Silly Symphonie Die kluge kleine Henne hatte Donald Duck 1934 seinen ersten Auftritt. 
Das Konzept wurde auch von anderen Trickfilm-Studios aufgegriffen, u. a. von Warner Bros. (Merrie Melodies und Looney Tunes), MGM (Happy Harmonies), Walter Lantz Productions (Swing Symphony) und Columbia Pictures (Color Rhapsody).